# 虎头海雕
虎頭海鵰（學名：Haliaeetus pelagicus、Steller's Sea Eagle）是鷹科中的一種大型的猛禽。虎頭海鵰是現時所知全世界平均最重的鷹，平均每隻重約6.8公斤。
虎頭海鵰在堪察加半島、鄂霍次克海沿岸、黑龍江、庫頁島北部及俄羅斯尚塔爾群島（Shantar Islands）一帶進行繁殖。大部分虎頭海鵰在冬季來臨時都會往南遷至日本千島群島和北海道越冬。這說明了虎頭海鵰比白尾海鵰更不具流浪性，分佈的範圍亦不及白尾海鵰廣泛。該物种的模式產地在西伯利亞Kamchatka。

## 外觀、分類學與狀態

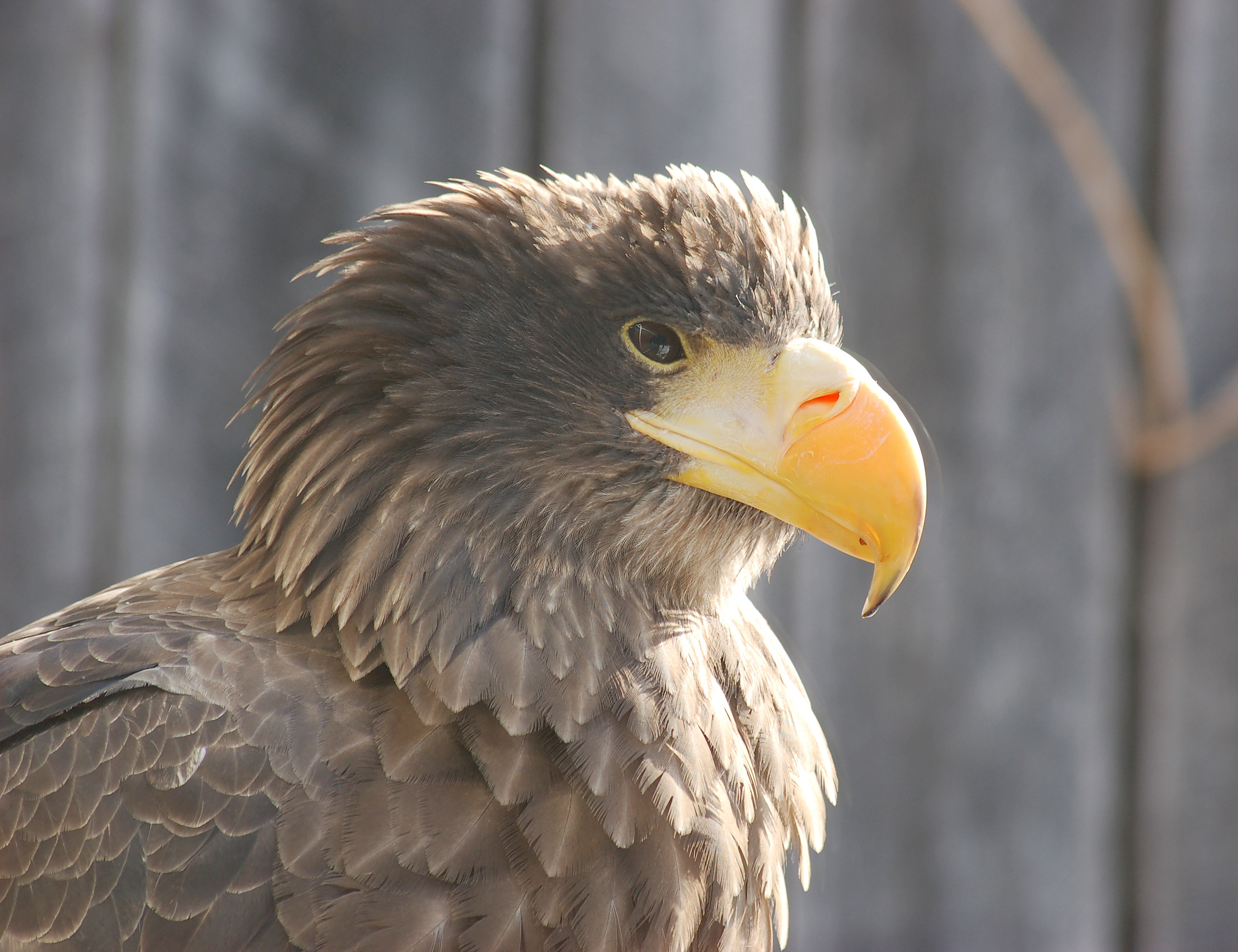
近距離攝得的幼鳥頭部

虎頭海鵰是「海鵰屬」中最大型的成員，也是最大的猛禽之一。一般而言，牠們長86.5到105公分，翼展203到241公分（即6.8到8尺）。平均來說，雌性的體重介乎於6.8到9公斤之間，而雄性的體重則僅介乎於4.9到6公斤。但曾經有一些例外的，根據有關的記錄，身體最重的一隻虎頭海鵰重達12.7公斤。
虎頭海鵰在IUCN紅色名錄內屬於易危物種（VU）。最主要威脅到牠們的是棲息地的改變、工業造成的污染及過度捕撈魚類。最近錄得的虎頭海鵰數量僅約為5,000隻，且數量仍在下跌。
虎頭海鵰分為兩個亞種：指名亞種（H. p. pelagicus）及朝鮮亞種（H. p. niger）。後者咸信是朝鮮半島的留鳥，除了尾部外，全身的白色羽毛極少。其究竟是否為獨立亞種在學界存有不少的爭議；牠們可能是一種限制性態型（morph），但在遺傳學上並不一定是另外一個族群。然而該族群在1950年代因為失去棲息地和被過度獵殺的緣故，已全數滅絕。
虎頭海鵰的親屬關係到迄今為止仍未能確定。粒線體DNA細胞色素b（cytochrome b）序列的資料暫時顯示此物種的祖先曾跟全北極（Holarctic）的海鵰分裂為兩個物種。此說法亦得到形態學和生物地理學的支持，因為從虎頭海鵰的黃眼睛、喙及爪可看出，牠們的這些特徵都跟其他像白尾海鵰和白頭海鵰這樣的北部的海鵰相同。
牠們龐大的體型（參見伯格曼氏法則）顯示牠們是來自北部的族群的，只是一個亞北極區（subarctic）的族群的變體。

## 食物
虎頭海鵰主要的食物是魚，尤其是鮭魚和鱒魚。除了魚類外，牠們亦有時會捕獵一些鳥類和哺乳動物，也吃腐肉。牠們也會捕獵年輕的海豹。雖然很少有人對其覓食的習性進行研究，但牠們的食物大致跟牠們的近親白頭海鵰和白尾海鵰相同。

## 繁殖
虎頭海鵰會在數棵樹上和數個岩石上築巢（高度一般約為150公分；直徑最多可達250公分）。牠們會不斷輪流使用這些巢。2月到3月間的求偶季節過後，虎頭海鵰會在4月到5月間開始孵蛋。在這些蛋中，通常每次只有一隻能倖存下來。為期約39到45天的孵蛋期過後，幼鳥孵出，其絨羽呈灰色或白色。在成長期間，絨羽會轉為棕色的羽毛。約10星期大時，幼鳥會開始學習飛行，在約4到5歲時，牠們才正式開始踏入性成熟的階段。到了8至10歲時，虎頭海鵰才正式長出成鳥的羽毛，此時，牠們亦正式踏入成鳥的階段。

## 保護
日本國家天然記念物：1970

## 圖片

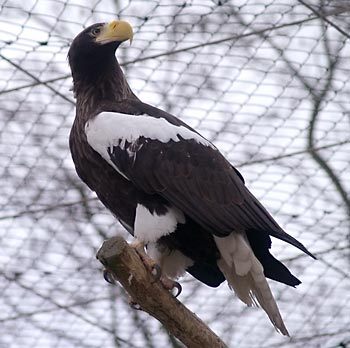
成鳥
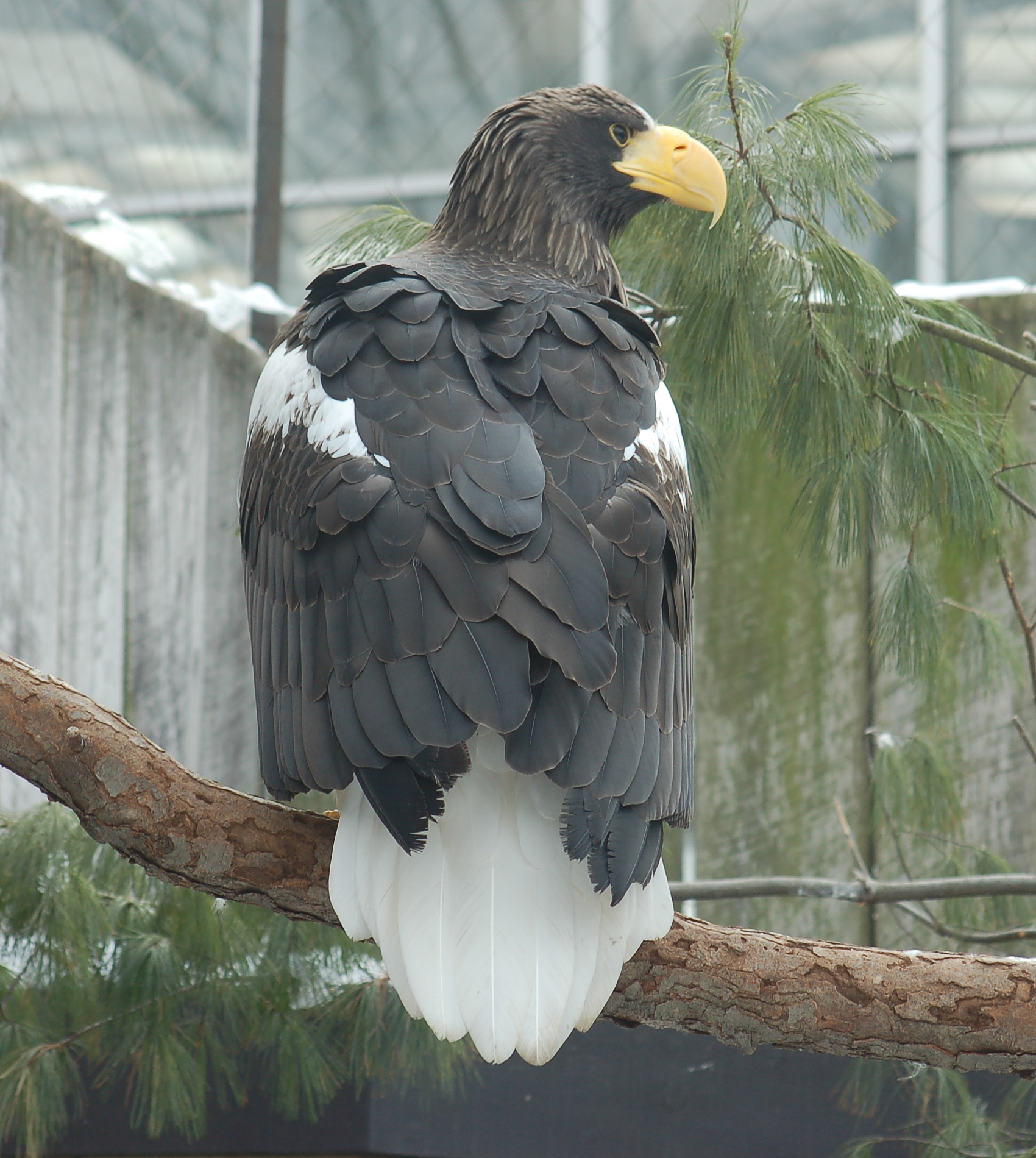
成鳥背部
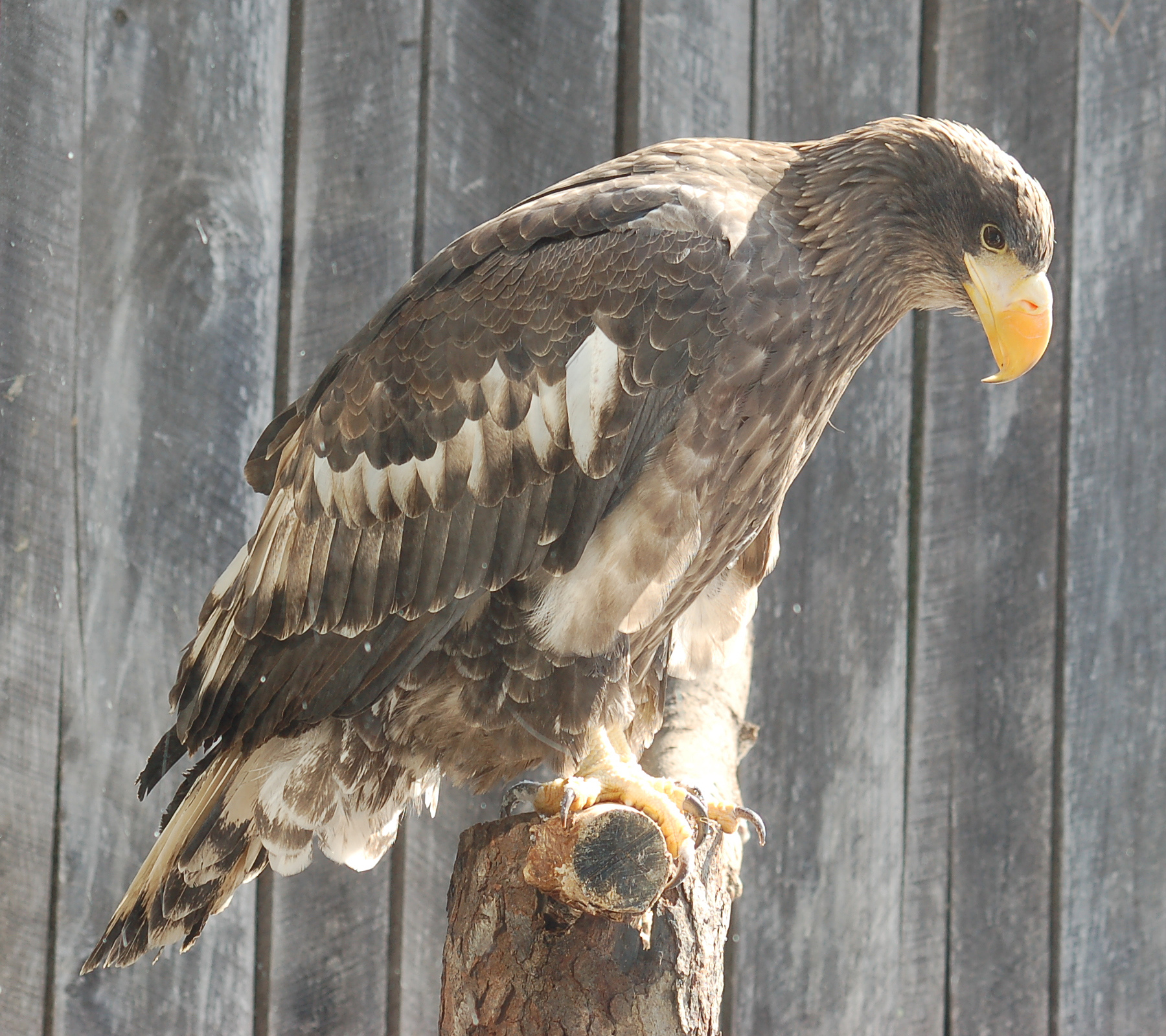
幼鳥右側
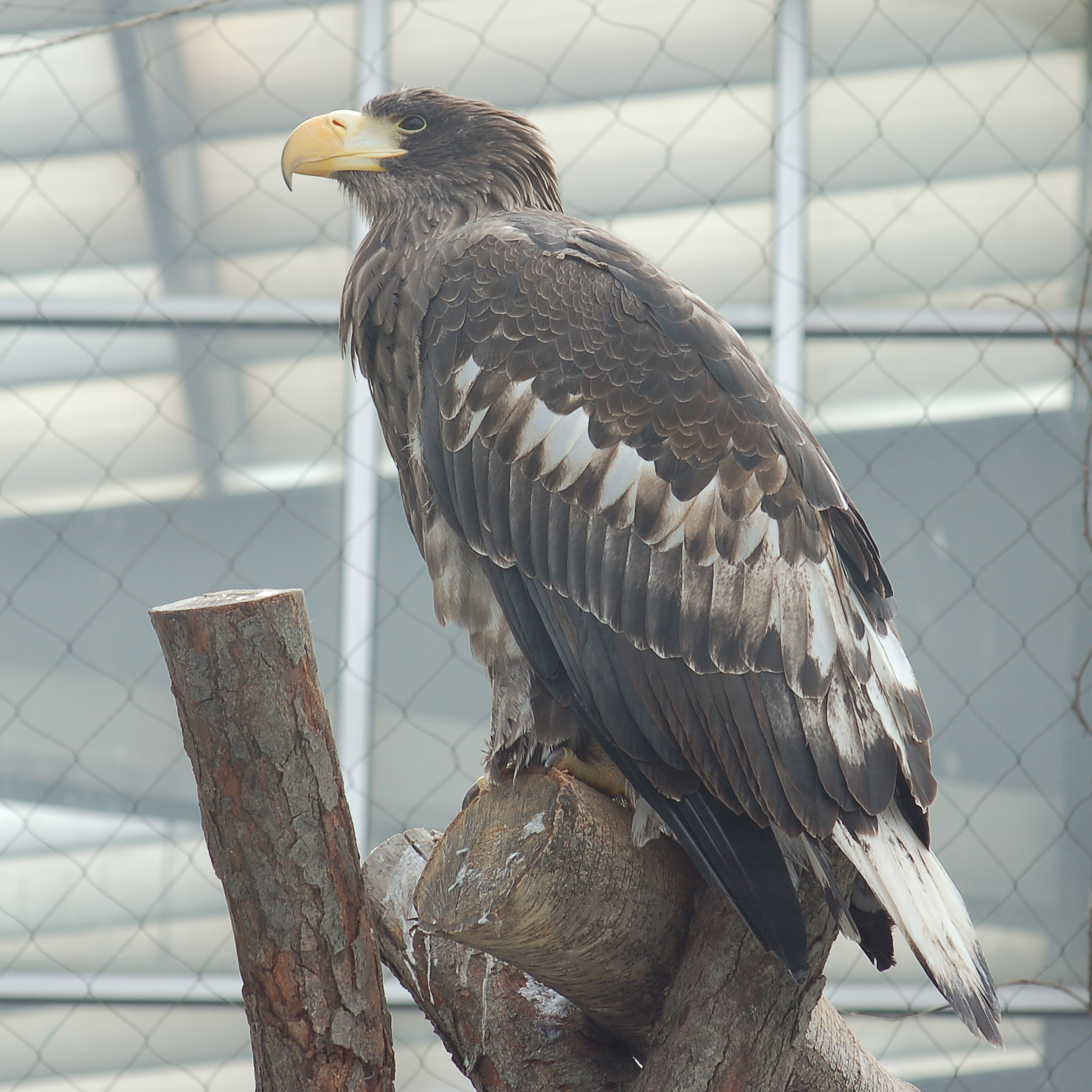
幼鳥左側

## 外部連結
- 虎頭海鵰有關資料 （页面存档备份，存于） - BirdLife Species Factsheet
- Biocrawler.com：虎頭海鵰影片
- Arkive.org：虎頭海鵰影片[永久]
- Natural Research Ltd.：虎頭海鵰有關研究